# Krnjeuša
Krnjeuša (szerbül: Крњеуша) szerb falu Bosznia-Hercegovinában, a Bosznia-hercegovinai Föderáció Una-Szanai kantonjában, Bosanski Petrovac községben. 

## Fekvése
Bosznia-Hercegovina nyugati részén, Bihácstól légvonalban 31, közúton 43 km-re délkeletre, Bosanski Petrovactól légvonalban 18, közúton 26 km-re északnyugatra, a Grmeč-hegység alatt, a Petrovaci-mező északnyugati részén, a többnyire burkolatlan Bosanski Petrovac – Bosanska Krupa út mentén fekszik. Tengerszint feletti magassága 600 és 700 méter között van. Krnjeuša egy 8 km-es helyi úton Vrtoče falu közelében kapcsolódik az ún. AVNOJ (Bihács-Jajca) úthoz.

## Népessége
| Nemzetiségi csoport | Népesség 1991 | Népesség 2013 |
| ------------------- | ------------- | ------------- |
| Szerb               | 931           | 492           |
| Bosnyák             | 0             | 1             |
| Horvát              | 4             | 1             |
| Jugoszláv           | 13            | 0             |
| Egyéb               | 10            | 1             |
| Összesen            | 958           | 495           |

## Története
A falu területén az ember jelenlétének több történelem előtti nyoma maradt fenn. A Liščijak-hegyen a Presedlo lelőhelyen a bronzkorból és a korai vaskorból származó urnás és csontvázas temető sírjait tárták fel. A szondázós ásatást 1902-ben V. Čurčić vezette, ennek során bronz használati tárgyak, fibulák, bronztű és karkötő került elő. A Trbučki Do lelőhelyen ugyancsak történelem előtti leleteket, egy vaskopját és bronz szekerce töredékét találták. Krnjeuša területe a környező falvakkal együtt az illírek idejében is lakott volt. A Zelinovac nevű helyen egy ókori erődített település maradványa található. Az erődített település területét (kb. 200x400m) kőfal védte. Belül egy kis erőd volt, amelyet szintén egy 80x50 méteres sánc vett körül. A felszíni leletek között kerámiatöredékek és háztartási eszközök voltak. A település a késő bronzkorból vagy a korai vaskorból származik. A Liščijak-hegy legalsó részén, a mező felőli részen egy, helyenként 5-8 m magas, habarcsos kősánccal védett, erődített település található. A sarkokon bővítmények (valószínűleg tornyok) nyomai láthatók. Az erőd hozzávetőleges méretei 60x30m. A kősánc előtt mintegy 1,3 m magas kő-föld sánc található. Ott 2 vasnyílhegyet és egy konyhai edényt találtak. Az erőd eredetileg az illíreké volt, majd a rómaiak saját erődítményükké alakították át. A Kisvár fölött magasodik a Nagyvár. Valószínűleg a vaskor és a római kor között keletkezett.
A jelenlegi ortodox temető felett egy 2-3. századi római település nyomai találhatók, római épületmaradványokkal és téglákkal. Több sztélé (sírkő) vagy sztélédarab innen származik. Ezek mészkőlapok, amelyek méretei 0,6-1,8 méter magas, 0,5-0,7 méter széles, és kb. 0,2 méter vastag. Latin nyelvű felirat található rajtuk, az elhunyt nevével, életévével és számos geometriai és egyéb díszítéssel (pálma, hal, félhold, szív alakú levél, rozetta, koszorú stb.). Magában a temetőben 14x8m méretű apszisos épület, egy késő ókori bazilika nyomai láthatók. Ugyanitt két középkori stećak is előkerült.
Nem ismert, hogy mikor alapították meg a krnjeusai plébániát, mely mindössze 5-6 órás sétára van a nagyon régi Rmanj kolostortól, amely az „osztrák-török háborúig” (1788-91) hatalmas birtokokkal és sok szerzetessel rendelkezett, és fontos egyházi központnak számított. Valószínűleg távoli falvak keresztény híveit is innen szolgálták. Valószínűleg az oszmán idők előtti időkből származó két templom is található itt. Az egyik nem nagy, ennek a közelében van egy régi temető, ősi sírkövekkel. A templom oltárral is rendelkezik, benne pedig egy kőlapot találtak rajta ószláv felirattal, melyet a szarajevói múzeumnak adtak át. A második templom a krnjeusai plébánia központjában, 300 lépésre a mai krnjeusai templomtól található. A templom közelében mészégető üzemet építettek, ekkor találtak itt egy régi pénzt. A néphit szerint a templomtól 2000 lépésre fekvő lastvimei Kulenović-torony ennek a templomnak a köveiből épült. A hagyomány megalapozott, mert a toronynak ugyanolyan kövei vannak, és a közelben a templomon kívül nincs ilyen kő. Az emberek a tornyot „crna kulának”, azaz „fekete toronynak” hívják, mert itt ítélték el a keresztényeket. A torony közelében van egy kis domb, a Vješala, ahol a keresztények kínok között haltak meg. Bár a tornyot az osztrák-magyar időkben kiürítették, Kulenovićék mementóként megőrizték.
300 évvel ezelőtt ezek a területek teljesen vagy részben elhagyatottak voltak. Az 1699-es karlócai béke után megindult a muszlim lakosság bevándorlása. Előbb bosnyákok költöztek be, amit a temető maradványai is tanúsítanak. A keresztény lakosság nagyobb számban Bosznia Ausztria-Magyarország általi 1878-as annektálása után Likából és Korbavából települt be, míg a bosnyákok később teljesen elköltöztek. A bevándorlók többsége ortodox volt, de számos katolikus horvát is bevándorolt. Minden közösség együtt vett részt a társadalmi élet minden formájában. A régebb óta itt élő ortodoxok eleinte tartózkodóak voltak az újonnan betelepült ortodoxokkal szemben, de ez hamar megszűnt. A katolikus horvátoknál lassabban ment végbe a beilleszkedés. A későbbi nemzedékek azonban nem emlékeztek a régi vidékről származó régi viszályokra, jószomszédi és keresztapa kapcsolatok alakultak ki, személyesen segítették egymást, akár fizikai munkában, akár anyagilag, így a katolikusok anyagilag segítették a szerb ortodox egyház építését.

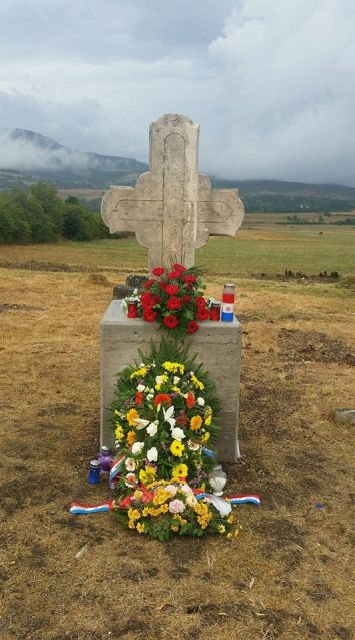
A krnjeušai mészárlás emlékkeresztje

A krnjeušai plébánia mind a négy falujában több horvát katolikus család is élt. Krnjeušában 34 ház, Lastván nyolc ház, Risovacban két ház, Vranovinában három horvát ház volt, míg Krnjeuša Zelinovac teljesen katolikusokból állt. A krnjeušai katolikus templom körülbelül 1890 és 1892 között épült. Az emberek saját költségükön építették. A plébániát kezdetben barátok, később világi papok vezették. 1892-től 1941-ig kilenc lelkész váltotta egymást. Az utolsó a brutálisan meggyilkolt Krešimir Barišić tiszteletes volt.  A szerb ortodox templomot 1896. augusztus 25-én kezdték építeni.
Miután a falu 1941-ben a Független Horvát Állam uralma alá került, tragikus események zajlottak. Az aktuális helyzettől és az erőviszonyoktól függően a németek, olaszok, usztasák, csetnikek és partizánok váltakozó uralma alatt egymást is gyilkolva szerbek és horvátok egyaránt meghaltak. 1941 júliusának végén és augusztusában szerb felkelés tört ki a horvát uralom ellen, amely tömeggyilkosságokat és horvátok tömeges kiűzését eredményezte ezen a vidéken. Az usztasa hadsereg megtorlásul nagy károkat okozott a szerbeknek. Az elrabolt szerbeket megölték és Risovacban egy víznyelőbe dobták, más területekről megölt szerbeket is dobtak ide. A vrtočei mészárlás után a csetnik-kommunista bandák a szomszédos Krnjeuša falu horvátjai ellen követtek el bűncselekményeket. A megtámadott Krnjeušának 12 katolikus háza volt, mintegy 80 lakossal. A különítmény az összes horvát házát lerombolta és felégette, a lakókat pedig majdnem mind megölték. Az életben maradt horvátok elmenekültek és elhagyták Krnjeusát, hátrahagyva megszerzett vagyonukat, javaikat, betakarításukat és egyéb élelmiszerkészleteiket. A támadók kifosztották és felgyújtották az elhagyott házakat. A krnjeušai plébánián a horvátok lemészárlása és a plébániatemplom 1941. augusztus 9-én és 10-én történt felgyújtása után soha többé nem tartottak katolikus misét. A mészárlás áldozatainak pontos számát soha nem határozták meg. Az előzetes vizsgálatok kimutatták, hogy 240 ártatlan horvát civilt, ebből 130 krnjeušai horvátot öltek meg kegyetlenül. A világháború után az akkori kommunista hatalom nem engedte vissza a plébánia túlélő lakóit szülőföldjére, az áldozatok vagyonának pedig időközben új gazdája lett. Petrovac község területén ma mindössze tíz katolikus él, míg a második világháború előtt Petrovacban, Krnjeusában és Oštreljében több mint 1500-an jártak templomba.

## Nevezetességei
- A Krnjeušában található a szerb ortodox templom 1896-ban épült, Szűz Mária mennybemenetelének tiszteletére.

- Crkvina, római kori település, középkori templom és temetőjének maradványai.[5]

- Gradina Vranovača, bronzkori erődített település maradványai.[5]

- Liščjak – Mala Gradina, vaskori és római kori erőd maradványai.[5]

- Liščijak – Presedlo, bronzkori és kora vaskori temető maradványai.[5]

- Trbučki Do, középkori ószláv sírok, valamint bronzkori és vaskori leletek.[5]

## Fordítás
- Ez a szócikk részben vagy egészben  a   Krnjeuša című bosnyák Wikipédia-szócikk ezen változatának fordításán alapul.  Az eredeti cikk szerkesztőit annak laptörténete sorolja fel. Ez a jelzés csupán a megfogalmazás eredetét és a szerzői jogokat jelzi, nem szolgál a cikkben szereplő információk forrásmegjelöléseként.
- Ez a szócikk részben vagy egészben  a   Krnjeuša című horvát Wikipédia-szócikk ezen változatának fordításán alapul.  Az eredeti cikk szerkesztőit annak laptörténete sorolja fel. Ez a jelzés csupán a megfogalmazás eredetét és a szerzői jogokat jelzi, nem szolgál a cikkben szereplő információk forrásmegjelöléseként.
- Ez a szócikk részben vagy egészben  a(z)   Крњеуша című szerb Wikipédia-szócikk ezen változatának fordításán alapul.  Az eredeti cikk szerkesztőit annak laptörténete sorolja fel. Ez a jelzés csupán a megfogalmazás eredetét és a szerzői jogokat jelzi, nem szolgál a cikkben szereplő információk forrásmegjelöléseként.